# Dioncounda Traoré

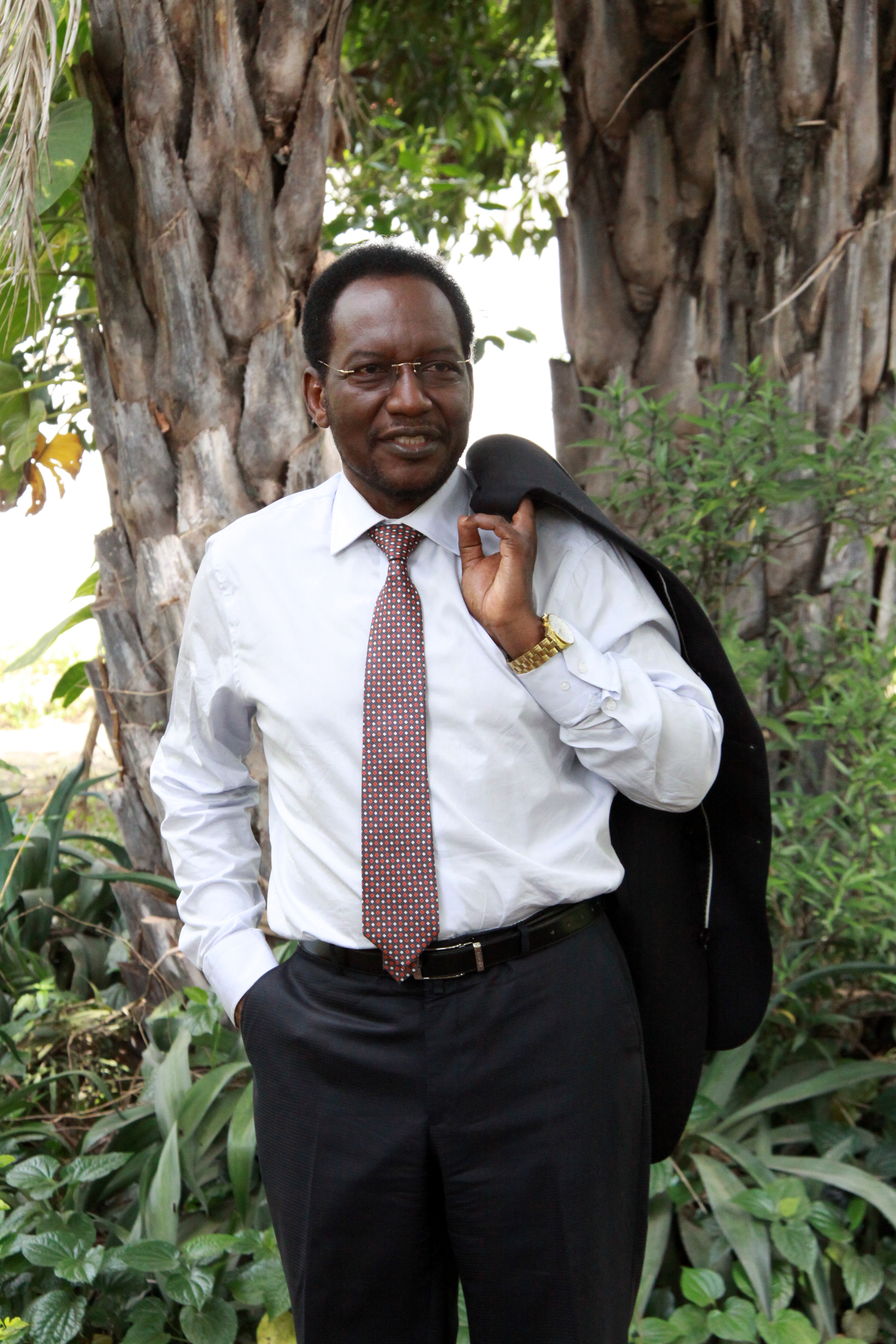
Dioncounda Traoré a l'octubre de 2011

Dioncounda Traoré (Kati, 23 de febrer de 1942) és un matemàtic i polític malià. Va ser president de Mali en funcions interí des d'abril de 2012 fins a setembre de 2013. Anteriorment havia estat president de l'⁣Assemblea Nacional de Mali del 2007 al 2012 i va exercir com a ministre d'Afers Exteriors del 1994 al 1997. Va ser president de l' Aliança per a la Democràcia a Mali-Partit Africà per la Solidaritat i la Justícia (ADEMA-PASJ) a partir de l'any 2000, i també va ser president de l'Aliança per a la Democràcia i el Progrés (ADP), una aliança de partits que va donar suport a la reelecció del president Amadou Toumani Touré el 2007.